# 天文學臨時編號
天文學臨時編號是天體在被發現后即時給予的命名。當計算出可靠的軌道資料后，臨時編號就會被一個正式编号取代。但由於小行星被發現的數量太多了，因此絕大部分在發現之後的短時間(數年至數十年)內都不會計算出軌道，因此會有很長的時間都使用臨時的名稱，而不會有正式的命名。

## 小行星
現在使用的小行星的臨時名稱系統是在1925年創建的，並且取代了早期因為小行星發現的數量增加得過多，而多次修正但仍不適用的過時系統。
小行星的臨時編號中的第一個元素便是發現年份，緊接著兩個字母，再來是因需要才加入的下標數字。
第一個字母代表發現的時段，以每半個月用一個字母代表－“A”表示一月的上半月，“D”表示二月的下半月，“J”表示五月的上半月（“I”不使用），如此類推到“Y”表示十二月的下半月爲止。每個月無論是大月還是小月，都以1至15日為前半個月，16日起是後半個月。
第二個字母和之後添加的數字表是在那半個月內發現的先後順序，同樣的略過字母“I”不用。如1950年3月下半月發現的第8顆星會記為1950 FH。但是以現代的技術，在半個月內發現的小行星一定都會超過25顆，因此添加下標的數字來表示字母已經循環過幾次。這樣，1950年3月下半月發現的第28顆星便是1950 FC1。不過因為電腦ASCII碼的限制，應該下標的數字有時會被直接以同樣的高度排列，所以也可能直接標示為1950FC1。1926 GA1第一顆使用下標數字標示系統的小行星。
下標系統引申的有趣現象是，儘管第二個字母比後面的數字“進位”得更快，但是卻被放在之前。這和世界上其他的編號系統有所差異。

### 更多的例子
在2008年1月1日發現的第一顆小行星的臨時名稱會是2008 AA，繼續到2008 AZ之後的則是2008 AA1，然後是2008 AB1、2008 AC1等等，而最後可能會以2008 AA276作為這半個月的結束。接下來的在一月下半月發現的第一顆小行星的臨時名稱則會是2008 BA。
巨大的太陽系外側小行星賽迪納的臨時名稱是2003 VB12，意思是在2003年11月的上半月發現的第302顆小行星 (B->2 + 12*25 = 302)。小行星Ixion，原本發現時的臨時名稱是2001 KX76，是在2001年5月的後半月發現的第1,923顆小行星(X->23 + 76*25 = 1923)。
迄2010年5月18日所知，2005年10月的後半月是最忙碌的半個月 （页面存档备份，存于），在這16天內總共觀測和暫時命名了13,208顆小行星，因此最後一顆小行星的臨時名稱是2005 UP530。當觀測資料被進一步的分析，這個數值可能還會增加。

### 巡天的名稱
在過去有4次特別的巡天觀測發現了許多的小行星，這些小行星的臨時名稱在依序編號（依巡天發現的順序）後，空一格再加上可供辨識的標識： 
- P-L   帕洛瑪-萊登巡天 (Palomar-Leiden Survey，1960年)
- T-1   第一次特洛伊巡天 (First Trojan Survey，1971年)
- T-2   第二次特洛伊巡天 (Second Trojan Survey，1973年)
- T-3   第三次特洛伊巡天 (Third Trojan Survey，1977年)

例如，在帕洛瑪-萊登巡天發現的第2040顆小行星是2040 P-L，這些機構發現的天體都被配賦了數字。

### 歷史的符號
最初的4顆小行星是在19世紀初期發現的，與第5顆小行星的發現在時間上有很大的間隙。天文學家起初沒有理由認為或相信會有無數的小行星，並且力圖為每一顆新發現的天體賦予像主要行星一樣的傳統圖形符號。例如(1) 穀神星被賦予鐮刀的圖形()、(2) 智神星是菱形和一個十字()、(3) 婚神星起初是維納斯的鏡子之上加上一顆恆星 ()，稍後簡化成一顆星加在十字之上()，還有(4) 灶神星是宗教祭壇上的火焰()。

## 彗星
在1995年前，彗星是依照每年發現的先後順序以英文小寫字母排列。如1994年發現第一顆彗星就是1994a，依此類推。經過一段時間觀測，確定該彗星的軌道並修正後，就以該彗星經過近日點的先後次序，以曆年為單位，加上羅馬數字Ⅰ、Ⅱ等排序（這編號通常是該年結束後二年才能編好）。如舒梅克‧利維九號彗星的編號為1993e和1994Ⅹ。「法葉彗星」（現代編號為4P/Faye）同時為彗星1881 I（1881年經過近日點的第一顆彗星）和彗星1880c（1880年被發現的第3顆彗星）。
除了編號外，彗星通常都是以發現者姓氏來命名，但一顆彗星最多只能冠以三位發現者的名字，舒梅克·利維九號彗星的英文名稱為Shoemaker-Levy 9。
1995年起採用的系統和小行星所使用的相似。這個彗星編號由發現年份、空格、一個字母（與小行星兩個字母不同）和數字（並不用下標）組成。當中的字母表示彗星發現日期在一年中的第幾個半月（A=一月的上半月，B=一月的下半月，如此類推，但不用I，餘下Z無須使用）。最後的數字代表在那半個月中彗星發現的順序。所以，2006年3月下半月發現的第8顆彗星會有以下的編號：2006 F8，而第10顆則為2006 F10。
若彗星分裂了，那其碎片的臨時編號會和母體的相同，但在后順序加上大寫A至Z然後小寫a至z。超過52塊碎片，再每塊跟蹤的可能性微乎其微，因此不再向後編號。
若一顆小行星漸漸被發現是一顆彗星，則這顆彗星會擁有其原來的小行星編號。如，小行星1954 PC後來被發現為法葉彗星，因此“4P/1954 PC”也可作爲它的編號。
編號之前會加上四种可能的前綴，用來粗略辨別彗星分類。前綴“P”（如P/1997 C1）代表周期彗星，公轉周期小於200年或被觀測經過近日點至少一次。（e.g. 153P/Ikeya-Zhang，公轉周期為367年）。這些彗星在第二次經過近日點后會得到一個永久的數字前綴（2007年1月爲止有183顆周期彗星）。
未能達到“周期”標準的彗星會有前綴“C”（如C/2006 P1，麥克諾特彗星），不過如果這些彗星之後達到“周期”的條件，是可以被轉爲“P”的。而不見了的或解體的彗星會被加上“D”作爲前綴（如D/1993 F2，蘇梅克-列維九號彗星）。最後，古代記錄的但沒有可靠軌道資料的彗星會被加上“X”（如X/1106 C1）。

## 行星的衛星和環
當發現了衛星或環，它們會得到一個臨時編號，如“S/2000 J 11”（2000年發現的木星的第11顆新衛星）、“S/2005 P 1”（2005年發現的冥王星的第一顆新衛星或“R/2004 S 2”（2004年發現的土星的第二個新環。開頭的“S/”或“R/”分別表示“衛星”（satellite）或“環”（ring），有別于用於彗星的“A/”、“C/”、“D/”、“P/”和“X/”。這些編號有時省略第二個空格：“S/2005 P1”。
前綴“S/”代表天然衛星，接著為年份（得到其照片的年份，並不一定是發現的年份）。然後是一個字母，代表其圍繞公轉的行星（J、S、U、N、P分別為木星、土星、天王星、海王星、冥王星），再接著一個表示發現順序的數字。如，海王星最内側的衛星海衛三，最初時命名為“S/1989 N 6”。
最初，編號系統中的羅馬數字是表示衛星距離行星的距離次序，如木星伽利略衛星I至IV（從内至外）。然而後期發現的新衛星往往比前者更接近行星，編號顯然成爲了一個問題。因此到了19世紀末，除了一些較早的編號特殊情況外，羅馬數字都大概表示衛星發現的順序，而非距離。而這個編號規則後來延伸到了小行星衛星的命名。

## 小行星衛星
小行星衛星的臨時編號系統與行星衛星的編號系統幾乎相同。而小行星衛星編號中的行星代號會由括號中的小行星編號取代。如，1998年發現的小行星87林神星（87 Sylvia），其衛星的臨時編號為S/2001 (87) 1，之後才得到永久命名(87) Sylvia I Romulus（羅穆樂斯）。當發現多於一顆小行星衛星時，便用羅馬數字表示發現順序，如林神星的第二顆衛星就是(87) Sylvia II Remus（雷摩斯）。

## 外部連結
- James L. Hilton（英语：James L. Hilton）, When Did the Asteroids Become Minor Planets?
- New- And Old-Style Minor Planet Designations （页面存档备份，存于） (Minor Planet Center)